# 55701 Ukalegon
55701 Ukalegon è un asteroide troiano di Giove del campo troiano. Scoperto nel 1977, presenta un'orbita caratterizzata da un semiasse maggiore pari a 5,1607797 UA e da un'eccentricità di 0,1389631, inclinata di 20,95717° rispetto all'eclittica.
L'asteroide è dedicato a Ucalegone, membro del consiglio degli anziani di Troia.